# Едо Родошек
Едо Родошек (словен. Edo Rodošek; 21 березня 1932, Новий Сад — 7 лютого 2021) — словенський письменник, автор науково-фантастичних творів, професор, перекладач-любитель.

## Життєпис
Едо Родошек народився 1932 року в Новому Саді як молодший із двох дітей Антона та Алойзії Родошеків. Після батькової смерті повернувся в Любляну, де ще із середньої школи брав участь у виданні двох учнівських газет. Своє захоплення він ділив між літературою та будівництвом. Вирішальною виявилася матеріальна сторона життя, оскільки завдяки своїй стипендії студента будівельного факультету Люблянського університету він міг фінансово допомагати матері. З дипломом інженера-будівельника займався найрізноманітнішими роботами (проектування, нагляд за будівництвом, викладання). З 1972 р. викладав за сумісництвом на факультеті будівництва і геодезії, через кілька років здобув ступінь доктора, влаштувався на посаду доцента (обраний у 1977 р.), 1981 р. закінчив докторантуру, а в 1983 р. став професором. Він також заснував кафедру оперативного будівництва, початки якої сягали 1972 р., коли Едо Родошек почав за сумісництвом викладати предмет «Організація будівельних майданчиків».
Автор понад десяти професійних публікацій та більш ніж сотні опублікованих доповідей, статей і рецензій у галузі планування, технології, організації та економіки в будівництві, чимала частина яких має міжнародне значення. Усі ці роки він читав художню літературу, насамперед велетнів світового письменства. У 60-х рр., у добу, коли наукова фантастика переживала розквіт, став її палким послідовником. Перекладав як аматор такого роду тексти з англійської та писав власні короткі оповіді.

## Видані твори

### Збірки оповідань
- Temna stran vesolja (укр. Темна сторона Всесвіту): фантастичні та науково-фантастичні історії, Домжале, (1997)
- Čar iskanja (Чари пошуку), Любляна, (1997)
- Sence neznanega (Тіні невідомого), Любляна, (1998)
- Spokojni svet (Мирний світ), Любляна, (2000)
- Nauči me sanjati (Навчи мене мріяти), Любляна, (2000)
- Geneza (Генеза), Любляна, (2000)
- Obračun (Обрахунок), Любляна, (2000)
- Pravici je zadoščeno (Право задовольнили), Любляна, (2001)
- Dolgo iskanje (Довгий пошук), Любляна, (2001)

### Романи
- Feniks, mogoče (Фенікс, можливо), Любляна, (2001)
- Skoraj enaki (Майже той самий), Любляна, (2003)